# Comté de Moree Plains
Le comté de Moree Plains (en anglais : Moree Plains Shire) est une zone d'administration locale située dans l'État de Nouvelle-Galles du Sud en Australie, dont le siège est Moree.

## Géographie
Le comté s'étend sur 17 928 km2 dans le nord-est de la Nouvelle-Galles du Sud et est limitrophe du Queensland. Il est traversé par la Newell Highway et la Gwydir Highway. Il comprend la ville de Moree, ainsi que les localités de Boggabilla, Gurley, Mungindi, Pallamallawa et Weemelah.

## Démographie
| Année | Population |
| ----- | ---------- |
| 2011  | 13 429     |
| 2016  | 13 159     |
| 2021  | 12 751     |

Le comté abrite une des plus fortes populations d'Aborigènes de la région avec 2 845 habitants en 2021, soit 21 % de la population.

## Politique et administration
Le conseil comprend neuf membres, élus pour un mandat de quatre ans, qui à leur tour élisent le maire et son adjoint pour deux ans. À la suite des élections du 4 décembre 2021, le conseil est formé d'indépendants.

### Liste des maires
| Période         | Période      | Identité          | Étiquette | Qualité |
| --------------- | ------------ | ----------------- | --------- | ------- |
| 2008            | janvier 2022 | Katrina Humphries |           |         |
| 11 janvier 2022 | en cours     | Mark Johnson,     |           |         |

La zone est rattachée à la circonscription de Parkes pour les élections fédérales et à celle des Northern Tablelands pour les élections à l'Assemblée législative de Nouvelle-Galles du Sud.